# Robert McKimson
Robert Porter "Bob" McKimson (13 de outubro de 1910 — 27 de setembro de 1977) foi um animador e cineasta dos desenhos animados.

## Carreira
Começou a sua carreira trabalhar nos estúdios de Walt Disney durante dois anos, a seguir, trabalhou para Romer Grey Studio. Mais tarde, Iniciou a sua carreira em nos Looney Tunes criando as personagens tais como: Patolino, Frangolino, Taz, Ligeirinho, Frajola Jr.. e Cool Cat. Muitos desconhecem, mas McKimson foi também o realizador de animação que encerrou a saga da era de ouro de animação americana da Looney Tunes com o lançamento da curta Injun Trouble (1969), onde se creditou como Bob McKimson.
Após o fim da série dos Looney Tunes, McKimson trabalha na personagem de filme The Incredible Mr.Limpet da Warner Bros. Depois do estúdio fechar, McKimson inicia a sua carreira no estúdio DePatie-Freleng Enterprises como produtor.

## Morte
Robert McKimson faleceu aos 66 anos, vítima de ataque cardíaco.